# Arnold Marquis
Heinz Arnold Marquis (* 6. April 1921 in Dortmund; † 24. November 1990 in Berlin) war ein deutscher Schauspieler und Synchronsprecher. Er war einer der meistbeschäftigten deutschen Synchronsprecher und synchronisierte mit seiner markanten Stimme u. a. John Wayne, Humphrey Bogart, Robert Mitchum, Richard Widmark, Bud Spencer, James Coburn und Kirk Douglas regelmäßig.

## Leben
Arnold Marquis wurde als Sohn des Bankkaufmanns Paul Marquis und dessen Frau Anneliese, geb. Becker, in Dortmund geboren. Sein Vater, Kassierer beim Barmer Bankverein, war der Sohn eines Dortmunder Kaufmanns; die Mutter entstammte einer Juristenfamilie aus Trier. Marquis absolvierte die von Theaterleiterin Louise Dumont an das Düsseldorfer Schauspielhaus angeschlossene Schauspielschule. Das Schauspielhaus Bochum engagierte ihn als Zweitbesetzung. Im Zweiten Weltkrieg wurde er zur Wehrmacht eingezogen. Nach 1945 ging er nach Berlin. Dort trat er in Inszenierungen Boleslaw Barlogs am Schlosspark Theater in Berlin-Steglitz auf.
Ein Jahr später übernahm er seine erste Synchronrolle, der über 1400 weitere folgen sollten. Marquis wurde aufgrund seines unverwechselbaren Timbres u. a. die deutsche Stimme von Humphrey Bogart, John Wayne, Robert Mitchum, Kirk Douglas, Richard Widmark, James Coburn, Charles Bronson, George C. Scott, Anthony Quinn, Yves Montand, Lino Ventura, Trevor Howard, Bourvil, Bud Spencer, Geoffrey Keen, Jack Klugman, Lee Marvin, Lionel Stander, dem Max aus der Fernsehserie Hart aber herzlich, sowie von James Arness als Marshal Matt Dillon in der Fernsehserie Rauchende Colts.
Marquis’ Identifikation mit seinen Synchronprojekten war außergewöhnlich groß. Toningenieure, die mit ihm zusammengearbeitet haben, nannten ihn und seinen Kollegen Gert Günther Hoffmann ehrfurchtsvoll „Könige der Synchronsprecher“. Nach dem Tod von John Wayne 1979 produzierte er zu Waynes Ehren die Single John Wayne, der Held, in dem Sprechgesang nannte er ihn „den größten der Cowboys, John Wayne, meinen Freund“.
Theaterengagements führten ihn nach München, Frankfurt am Main, Hamburg und schließlich wieder zurück nach Berlin. Neben dem Schlosspark Theater trat er am Renaissance-Theater, in der Komödie am Kurfürstendamm und in der Tribüne auf. In den 1940er Jahren war er in den DEFA-Produktionen Und wieder 48 und Quartett zu fünft zu sehen. In mehreren Asterix-Zeichentrickfilmen, z. B. Asterix – Sieg über Cäsar, lieh Arnold Marquis seine tiefe Stimme dem Druiden Miraculix. In der Star-Wars-Saga sprach er den Rebellenadmiral Ackbar und in Grisu, der kleine Drache verlieh er dem Drachen Fumé seine Stimme.
Seine markante Stimme kam auch in zahlreichen Hörspielen zum Einsatz. So sprach er 1973 in dem modernen Hörspielklassiker Demolition, einer der ersten Produktionen in Kunstkopfstereophonie, eine Hauptrolle. In den 1970er Jahren trat er in mehreren Raymond-Chandler-Krimis auf. Er spielte dort zumeist die Hauptrolle des Ermittlers, aber gelegentlich auch andere Rollen. In den Hörspielkrimis von Hans Gruhl übernahm er die Rolle des Kommissar Nogees („Nogees mit zwei E“).
Marquis’ letzter Auftritt als Schauspieler war im Film Otto – Der Außerfriesische, in dem er den Baron von Platt spielt. 1990 starb er an Lungenkrebs und wurde auf dem Waldfriedhof Dahlem beigesetzt. 2011 wurde das Grab aufgelassen.
Arnold Marquis war dreimal verheiratet und lebte in Berlin-Lankwitz. Er hatte eine Tochter, Gwendolyn Marquis, die als Rechtsanwältin tätig ist und in Oberbayern lebt.

## Hörspiele
Quelle: ARD-Hörspieldatenbank – Die Hörspiele sind chronologisch nach der Erstsendung aufgelistet.
- 19??: Fred C. Siebeck: Zwischen zwei Tagen (Dallow) – Regie: Ludwig Cremer (NWDR) – Erstsendung: 21. Juli 1954
- 1955: Erwin Wickert: Kress wird geheilt (Holeczek) – Regie: Gustav Burmester (NWDR) – Erstsendung: 20. Apr. 1955
- 1955: Harald Vock: Gesucht wird Heinrich Wächter (Wächter) – Regie: S. O. Wagner (NWDR) – Erstsendung: 24. Mai 1955
- 1955: Thomas Mann: Fiorenza (Aldobrandino) – Regie: Curt Goetz-Pflug (SFB) – Erstsendung: 6. Juni 1955
- 19??: Peter Alten: Die Goldmine des verlorenen Holländers (Kartenspieler) – Regie: Gerlach Fiedler (NWDR) – Erstsendung: 14. Juni 1955
- 19??: Willy Kleemann: Das Gericht zieht sich zur Beratung zurück (Folge: Bestechung) (Boxer Schröder) – Regie: Gerd Fricke (NWDR) – Erstsendung: 16. Juli 1955
- 1955: Curt Grimme, Günter Sawatzki: Die Liebeskonferenz von Oceana (Offizier) – Regie: Kurt Reiss (NWDR) – Erstsendung: 24. Juli 1955
- 19??: Alexander Sternberg: Das Gericht zieht sich zur Beratung zurück (Folge: Linie 77) (Staatsanwalt) – Regie: Gerd Fricke (NWDR) – Erstsendung: 17. Aug. 1955
- 19??: Paul Rosenhayn: Die blaue Hawaii (Carpenter, Rechtsanwalt) – Regie: Hans Drechsel (SFB) – Erstsendung: 21. Okt. 1955
- 19??: Rudolf Bayr: Agamemnon muß sterben (Agamemnon) – Regie: Hans Conrad Fischer (SFB / ORF) – Erstsendung: 15. Dez. 1955
- 19??: William Faulkner: Die Brüder (Rundfunksprecher) – Regie: Gerlach Fiedler (NWDR) – Erstsendung: 17. Dez. 1955
- 1956: Graham Greene: Die Kraft und die Herrlichkeit (Leutnant) – Regie: Curt Goetz-Pflug (SFB) – Erstsendung: 12. Jan. 1956
- 19??: Claus Hubalek: Der öst-westliche Diwan (Sprecher) – Regie: Kurt Goetz-Pflug (NDR) – Erstsendung: 25. Jan. 1956
- 19??: Axel Eggebrecht, Ludwig Berger: Stresemann – Regie: Ludwig Berger (SFB) – Erstsendung: 2. Feb. 1956
- 1956: Georg Zivier: Ich kam von meiner Herrin Haus – Regie: Hans Drechsel (SFB) – Erstsendung: 17. Feb. 1956
- 1956: Kurt Maria Sandner: Schwarze Vögel (Leutnant Miller) – Regie: Curt Goetz-Pflug (SFB) – Erstsendung: 1. Mär. 1956
- 1956: Heinz Oskar Wuttig: Der Nachtprinz (Norman Pfeiffer, Journalist) – Regie: Curt Goetz-Pflug (SFB / HR) – Erstsendung: 19. Mär. 1956
- 1956: Horace McCoy: Ums nackte Leben (Bliss) – Regie: Curt Goetz-Pflug (SFB) – Erstsendung: 12. Apr. 1956
- 1956: Gerhart Hauptmann: Der deutschen Zwietracht mitten ins Herz – eine Hörfolge – Regie: ? (SFB) – Erstsendung: 9. Juni 1956
- 19??: Lydia Binder: Der Erste und der Einzige (Marquis) – Regie: Hans Drechsel (SFB) – Erstsendung: 13. Dez. 1956
- 1957: William Shakespeare: Macbeth (Rosse) – Regie: Ludwig Berger (SFB) – Erstsendung: 26. Sep. 1957
- 1957: Horst von der Heyde: Reichsfreiherr vom Stein (Scharnhorst) – Regie: Hans Drechsel (SFB) – Erstsendung: 24. Okt. 1957
- 1957: Heinz Oskar Wuttig: Mein Blut für Kapavar (Dr. Bert Strobel) – Regie: Curt Goetz-Pflug (SFB) – Erstsendung: 26. Nov. 1957
- 1957: Thomas Mann: Die Bekenntnisse des Hochstaplers Felix Krull (2. Teil) (Hector) – Regie: Curt Goetz-Pflug (SFB) – Erstsendung: 12. Dez. 1957
- 1957: Johannes Hendrich: Feinde (Philippe) – Regie: Hans Drechsel (SFB) – Erstsendung: 16. Jan. 1958
- 1957: Willy Purucker: Littledop wartet (Flieger) – Regie: Curt Goetz-Pflug (SFB) – Erstsendung: 6. Mär. 1958
- 1958: Dieter Meichsner: An der Strecke nach D. (Oberleutnant Zimmermann) – Regie: Curt Goetz-Pflug (SFB / RB / HR) – Erstsendung: 5. Mai 1958
- 1958: Fjodor Dostojewski: Raskolnikoff (Sametow) – Regie: Curt Goetz-Pflug (SFB) – Erstsendung: 30. Okt. 1958
- 1958: Walter A. Kreye: Friede für einen Abend? (Der Doktor) – Regie: Curt Goetz-Pflug (SFB) – Erstsendung: 23. Dez. 1958
- 1958: Heinz Oskar Wuttig: Klopfzeichen (Renner) – Regie: Curt Goetz-Pflug (SFB / HR) – Erstsendung: 22. Jan. 1959
- 19??: Cecil Scott Forester: Horatio Hornblower's Abenteuer, Taten und Leiden (1. Teil) (Kapitän Hammond) – Regie: Rolf von Goth (SFB) – Erstsendung: 2. Aug. 1959
- 19??: Johannes Hendrich: Das Ritterkreuz für Leutnant Kern (Hauptmann H.) – Regie: Hans Drechsel (SFB / HR) – Erstsendung: 3. Sep. 1959
- 19??: Peter Groma: Die Autofalle (Kriminalkommissar Moritz) – Regie: Tom Toelle (SFB) – Erstsendung: 4. Sep. 1959
- 19??: Peter Groma: Die zwei Gesichter der Dora Röber (Kriminalkommissar Trettin) – Regie: Rolf von Goth (SFB) – Erstsendung: 16. Okt. 1959
- 19??: Peter Groma: Die Gebrüder Sass (Kriminalkommissar Trettin) – Regie: Hans Drechsel (SFB) – Erstsendung: 30. Okt. 1959
- 19??: Heinz Oskar Wuttig: Elfmeter (Henschke) – Regie: Curt Goetz-Pflug (SFB / HR / RB) – Erstsendung: 29. Mär. 1960
- 1960: Inquit: Der Denkzettel (Kriminalbeamter) – Regie: Curt Goetz-Pflug (SFB) – Erstsendung: 30. Mär. 1960
- 1960: Peter Rosinski: Die Rettung (Ein Hauptmann) – Regie: Rolf von Goth (SFB) – Erstsendung: 20. Apr. 1960
- 1960: Jochen Schöberl: Die Jagd nach dem Täter – 67. Totentanz in g-moll (Kommissar Morel) – Regie: Gustav Burmester (NDR) – Erstsendung: 11. Sep. 1960
- 1960: André Obey: Um Mitternacht (Hodge) – Regie: Gert Westphal (WDR) – Erstsendung: 14. Dez. 1960
- 19??: Johannes Hendrich: Wie einem Menschen zumute ist (1. Teil) – Regie: Curt Goetz-Pflug (SFB) – Erstsendung: 7. Mär. 1961
- 19??: Luise Rinser: Eine dunkle Geschichte (Bantley) – Regie: Curt Goetz-Pflug (SFB) – Erstsendung: 13. Mär. 1962
- 19??: Lucille Fletcher: Falsch verbunden – Regie: Curt Goetz-Pflug (SFB) – Erstsendung: 9. Juni 1963
- 1964: Karlheinz Knuth: Sie haben noch fünf Minuten (Sergeant) – Regie: Curt Goetz-Pflug (SFB) – Erstsendung: 16. Feb. 1964
- 1964: Robert Adolf Stemmle: Bagnosträfling 4720 (Der Fall Seznec) (Vidal, Krimikommissar) – Regie: Robert Adolf Stemmle (SFB) – Erstsendung: 5. Apr. 1964
- 1964: William Shakespeare: Sturm (Bootsmann) – Regie: Fritz Schröder-Jahn (NDR) – Erstsendung: 9. Sep. 1964
- 19??: Hans Gruhl: Nimm Platz und stirb (1. Teil) (Kommissar Nogees) – Regie: Curt Goetz-Pflug (SFB) – Erstsendung: 11. Okt. 1964
- 19??: Hans Gruhl: Nimm Platz und stirb (2. Teil) (Kommissar Nogees) – Regie: Curt Goetz-Pflug (SFB) – Erstsendung: 14. Okt. 1964
- 19??: Hans Gruhl: Nimm Platz und stirb (3. Teil) (Kommissar Nogees) – Regie: Curt Goetz-Pflug (SFB) – Erstsendung: 18. Okt. 1964
- 19??: Hans Gruhl: Nimm Platz und stirb (4. Teil) (Kommissar Nogees) – Regie: Curt Goetz-Pflug (SFB) – Erstsendung: 21. Okt. 1964
- 19??: Hans Gruhl: Nimm Platz und stirb (5. Teil) (Kommissar Nogees) – Regie: Curt Goetz-Pflug (SFB) – Erstsendung: 25. Okt. 1964
- 1965: Johannes Hendrich: Taubenherbert – Regie: Curt Goetz-Pflug (SFB / SDR) – Erstsendung: 20. Apr. 1965
- 1965: Hans Gruhl: Fünf tote alte Damen (3. Teil) (Daniel Nogees) – Regie: Curt Goetz-Pflug (SFB / WDR) – Erstsendung: 22. Okt. 1965
- 1965: Hans Gruhl: Fünf tote alte Damen (4. Teil) (Daniel Nogees) – Regie: Curt Goetz-Pflug (SFB / WDR) – Erstsendung: 27. Okt. 1965
- 1965: Hans Gruhl: Fünf tote alte Damen (5. Teil) (Daniel Nogees) – Regie: Curt Goetz-Pflug (SFB / WDR) – Erstsendung: 31. Okt. 1965
- 19??: Hans Joachim Hohberg: Der Baum in der Kurve von Montery – Regie: Curt Goetz-Pflug (SFB) – Erstsendung: 21. Dez. 1965
- 19??: G. W. Pfeifer: Formalität – Regie: Friedhelm von Petersson (SFB) – Erstsendung: 1. Mär. 1966
- 1966: Dorothee Dhan: Der Baum (Sein Vater) – Regie: Siegfried Niemann (SFB) – Erstsendung: 15. Nov. 1966
- 19??: Hans Joachim Hohberg: Leise – Regie: Siegfried Niemann (SFB) – Erstsendung: 3. Jan. 1967
- 19??: Michael Maaßen: Liebe undsoweiter – Regie: Siegfried Niemann, Rolf von Goth (SFB) – Erstsendung: 24. Juni 1967
- 1967: Eric Parrot: Friedhof der Direktoren (Mr. Hilary Mawes) – Regie: Friedhelm von Petersson (SFB) – Erstsendung: Nov. 1967
- 1967: Ernst Kein: Eine Haustrauung (Ihr Vater) – Regie: Curt Goetz-Pflug (SFB) – Erstsendung: 4. Nov. 1967
- 19??: Hans Joachim Hohberg: Radfahrer im November (Mugtum) – Regie: Hans Bernd Müller (SFB) – Erstsendung: 26. Nov. 1967
- 1967: Kazimierz Korcelli: Quallen im Sand – Regie: Curt Goetz-Pflug (SFB / BR) – Erstsendung: 30. Dez. 1967
- 1966: Hans Gruhl: Das vierte Skalpell (1. Teil) (Kommissar Nogees) – Regie: Curt Goetz-Pflug (SFB / WDR) – Erstsendung: 4. Febr. 1968
- 1966: Hans Gruhl: Das vierte Skalpell (2. Teil) (Kommissar Nogees) – Regie: Curt Goetz-Pflug (SFB / WDR) – Erstsendung: 11. Febr. 1968
- 1966: Hans Gruhl: Das vierte Skalpell (3. Teil) (Kommissar Nogees) – Regie: Curt Goetz-Pflug (SFB / WDR) – Erstsendung: 18. Febr. 1968
- 19??: Michael Maaßen: Reden, Reden, Reden (Vater) – Regie: Siegfried Niemann (SFB / RB) – Erstsendung: 24. Febr. 1968
- 1966: Hans Gruhl: Das vierte Skalpell (4. Teil) (Kommissar Nogees) – Regie: Curt Goetz-Pflug (SFB / WDR) – Erstsendung: 25. Febr. 1968
- 1968: Paavo Rintala: Die Geschichte vom Jungen, der in die Tiefen des Meeres tauchte (Der Vater) – Regie: Siegfried Niemann (SFB) – Erstsendung: 28. Dez. 1968
- 1968: Hans Joachim Hohberg: Vernehmung des Manfred L. (Anwalt) – Regie: Friedhelm von Petersson (SFB) – Erstsendung: 2. Feb. 1969
- 1969: Johannes Hendrich: Wie in einem Krimi (Hauptkommissar Busch) – Regie: Johannes Hendrich (SFB) – Erstsendung: 26. Mai 1969
- 1968: Hans Gruhl: Die letzte Visite (1. Teil) (Kommissar Nogees) – Regie: Friedhelm von Petersson (SFB / WDR) – Erstsendung: 5. Okt. 1969
- 1968: Hans Gruhl: Die letzte Visite (2. Teil) (Kommissar Nogees) – Regie: Friedhelm von Petersson (SFB / WDR) – Erstsendung: 12. Okt. 1969
- 1968: Hans Gruhl: Die letzte Visite (3. Teil) (Kommissar Nogees) – Regie: Friedhelm von Petersson (SFB / WDR) – Erstsendung: 19. Okt. 1969
- 1968: Hans Gruhl: Die letzte Visite (4. Teil) (Kommissar Nogees) – Regie: Friedhelm von Petersson (SFB / WDR) – Erstsendung: 26. Okt. 1969
- 1970: Louis C. Thomas: Opfer der Leidenschaft (Kommissar Grégoire) – Regie: Klaus Mehrländer (SDR) – Erstsendung: 10. Aug. 1970
- 1970: Raoul Wolfgang Schnell: Schularbeiten (Polizist) – Regie: Raoul Wolfgang Schnell (WDR) – Erstsendung: 19. Sep. 1970
- 1970: Claude Ollier: Pilgerfahrt (Die beiden Dromedare) – Regie: Raoul Wolfgang Schnell (SDR / WDR) – Erstsendung: 9. Dez. 1970
- 1971: Joachim Bötcher: Tatorte (Erzähler) – Regie: Bernd Lau, Ilse Mengel (SWF) – Erstsendung: 11. Jan. 1971
- 1971: Erwin Neuner: Wie Charly das große Glück macht – Regie: Dieter Carls (RIAS) – Erstsendung: 27. Feb. 1971
- 1971: Ime Ikiddeh: Im Teufelskreis (Olemu) – Regie: Günther Sauer (WDR) – Erstsendung: 3. Apr. 1971
- 1971: Uwe Nettelbeck: Der Geheimauftrag – Regie: Peter Michel Ladiges (SWF) – Erstsendung: 2. Mai 1971
- 1971: Gabriele Wohmann: Der Geburtstag (Fachmann) – Regie: Klaus Mehrländer (WDR / RIAS) – Erstsendung: 30. Juni 1971
- 1971: Rolf Dieter Brinkmann: Auf der Schwelle (Stimme aus der Gaskammer) – Regie: Raoul Wolfgang Schnell (WDR) – Erstsendung: 14. Juli 1971
- 1971: Michael Koser: Tote singen nicht (Privatdetektiv Phil Martin) – Regie: Ulrich Gerhardt (RIAS / SWF) – Erstsendung: 27. Juli 1971
- 1971: Raymond Chandler: Heim zu Beulah (Carmedy) – Regie: Hermann Naber (WDR) – Erstsendung: 21. Sep. 1971
- 1971: Hanspeter Schmidt: Dagmar (Peter Stolle) – Regie: Rolf von Goth (SFB) – Erstsendung: 2. Okt. 1971
- 1971: Louis C. Thomas: Der Zweck heiligt die Mittel (Etienne) – Regie: Robert Matejka, Hans-Ulrich Minke (RIAS / SDR) – Erstsendung: 31. Jan. 1972
- 1971: Hans Nerth: Flug nach Barisal (Rolf Scheuner) – Regie: Rolf von Goth (SFB) – Erstsendung: 4. Mär. 1972
- 1972: Peter O. Chotjewitz, Paulus Böhmer: Jörgs Portrait oder Eine ganz schön kaputte Familie (3. Sprecher) – Regie: Klaus Mehrländer (NDR / SDR) – Erstsendung: 12. Mär. 1972
- 1972: Eckehard Bärninghausen: James Bond is over (Sir Arthur Lamb) – Regie: Hermann Naber (SWF) – Erstsendung: 23. Mär. 1972
- 1971: Kazimierz Orlos: Stillschweigende Abmachung (Mann) – Regie: Siegfried Niemann (SFB) – Erstsendung: 25 Mär. 1972
- 1972: Hartmut Lange: In Wensdorf nichts Neues (1. Teil) (Herr Wirt) – Regie: Peter Michel Ladiges (SWF) – Erstsendung: 4. Apr. 1972
- 1972: Hartmut Lange: In Wensdorf nichts Neues (2. Teil) (Herr Wirt) – Regie: Peter Michel Ladiges (SWF) – Erstsendung: 11. Juli 1972
- 1972: Hartmut Lange: In Wensdorf nichts Neues (3. Teil) (Herr Wirt) – Regie: Peter Michel Ladiges (SWF) – Erstsendung: 18. Juli 1972
- 1972: Hannelies Taschau: Hinter Schloß und Riegel – Regie: Walter Adler (NDR) – Erstsendung: 22. Apr. 1972
- 1972: Rolf Dieter Brinkmann: Der Tierplanet (Mann) – Regie: Raoul Wolfgang Schnell (WDR) – Erstsendung: 3. Mai 1972
- 1971: Yaak Karsunke: Listen to Liston – Regie: Alfred Behrens, Ludwig Groß (SWF) – Erstsendung: 4. Mai 1972
- 1972: Klaus Wirbitzky: Ketchup-Generation – Regie: Klaus Wirbitzky (SFB / HR) – Erstsendung: 6. Mai 1972
- 1972: Bernd Lau: Einmal ist jeder dran (Hopkins) – Regie: Bernd Lau, Walter Adler (SWF) – Erstsendung: 30. Mai 1972
- 1972: Gabriele Wohmann: Tod in Basel – Regie: Klaus Mehrländer (WDR / HR) – Erstsendung: 1. Juni 1972
- 1972: Raymond Chandler: Mord in der Salbeischlucht (John Dalmas) – Regie: Hermann Naber (WDR / BR) – Erstsendung: 29. Juli 1972
- 1972: Franz Hiesel: Die Einen und die Anderen Tessiner (Sprecher) – Regie: Raoul Wolfgang Schnell (WDR) – Erstsendung: 9. Sep. 1972
- 1972: Anton Quintana: Die Frau unter dem Schafott (Der Henker) – Regie: Rolf von Goth (SFB) – Erstsendung: 4. Nov. 1972
- 1972: Derek Hoddinott: Ein Mann – ein Mord (Winnie Wilton) – Regie: Klaus Mehrländer; Günter Guben (SDR) – Erstsendung: 11. Dez. 1972
- 1972: Raymond Chandler: Zielscheibe (Carmady) – Regie: Hermann Naber (WDR) – Erstsendung: 6. Jan. 1973
- 1973: Hannelies Taschau: URB kann gar nichts (Redner) – Regie: Klaus Mehrländer (WDR) – Erstsendung: 21. Apr. 1973
- 1972: William Shakespeare: Troilus und Cressida (The Tragedy of Troylus and Cressida) – Regie: Peter Michel Ladiges (HR) – Erstsendung: 22. Apr. 1973
- 1973: Borislav Pekic: In Eden, im Osten (Der Neue) – Regie: Günther Sauer (SDR) – Erstsendung: 13. Mai 1973
- 1973: Ingomar von Kieseritzky: Salute Capone (Stimme) – Regie: Klaus Mehrländer (WDR) – Erstsendung: 16. Mai 1973
- 1973: Pierre Joris, Michael Moorcock: Die Rückkehr des Jerry Cornelius (Bischof Beesley) – Regie: Hein Bruehl, Michael Braun (WDR / SFB) – Erstsendung: 22. Mai 1973
- 1973: Ödön von Horváth: Der Tag eines jungen Mannes von 1930 (Der Chef) – Regie: Otto Düben (SDR / BR) – Erstsendung: 27. Mai 1973
- 1973: Ror Wolf: Die überzeugenden Vorteile des Abends – Regie: Heinz Hostnig (WDR / BR) – Erstsendung: 27. Juni 1973
- 1973: Raymond Chandler: Der Bleistift (Philip Marlowe) – Regie: Hermann Naber (WDR) – Erstsendung: 14. Juli 1973
- 1973: Alfred Bester: Demolition (Cray D'Courtney) – Regie: Ulrich Gerhardt, Klaus Krüger, Hans-Ulrich Minke, Friedrich Scholz, Ursula Starck (RIAS / BR / WDR) – Erstsendung: 3. Sep. 1973
- 1973: Paul Barz: Vampir-Report (Karol von Karoli) – Regie: Klaus Mehrländer (WDR) – Erstsendung: 23. Sep. 1973
- 1973: Stefan Destunis: Vollständige Transplantation (Max Borg) – Regie: Dieter Carls (WDR) – Erstsendung: 13. Okt. 1973
- 1973: Carl Weissner: Deadline USA – Regie: Hermann Naber (HR) – Erstsendung: 15. Nov. 1973
- 1973: Gilbert C. Golo: Die Jumbo-Krise oder up and away mit einer Million (Offermann) – Regie: Klaus Mehrländer (WDR) – Erstsendung: 4. Dez. 1973
- 1973: Pedro Antonio de Alarcón: Der Dreispitz (Don Eugenio) – Regie: Siegfried Niemann (SFB) – Erstsendung: 29. Dez. 1973
- 1973: Manfred Franke: Der Kommissar oder Allmähliche Verfertigung eines Detektivs beim Lesen – Regie: Hartmut Kirste (RB) – Erstsendung: 18. Jan. 1974
- 1973: Friederike Paul: Was für ein netter Mensch der Chef doch eigentlich ist (Personalchef Stübber) – Regie: Klaus Mehrländer (SDR) – Erstsendung: 27. Jan. 1974
- 1974: Peter O. Chotjewitz, Jacob Grimm, Wilhelm Grimm: Vor Gustchen sein Haus (König / Herr / Bauer) – Regie: Peter O. Chotjewitz (SDR) – Erstsendung: 7. Mär. 1974
- 1973: Sam Kabbani: Gesucht wird: Mohammed Ben Ali der Kleine (Hauptfeldwebel) – Regie: Wolfgang Wölfer (SFB) – Erstsendung: 9. Mär. 1974
- 1974: Daniel Katz: Auf der Fährte der ersten Vermögen (Alfons, Konrad’s Onkel) – Regie: Siegfried Niemann (SFB) – Erstsendung: 26. Okt. 1974
- 1974: Franz Hiesel: Die gar köstlichen Folgen einer mißglückten Belagerung (Hüseyin Pascha) – Regie: Hans Bernd Müller (SFB / WDR / HR) – Erstsendung: 4. Jan. 1975
- 1975: George V. Higgins: Eddie Coyle und seine Freunde (1. Teil) (Dillon) – Regie: Heiner Schmidt (SWF) – Erstsendung: 6. Mai 1975
- 1975: George V. Higgins: Eddie Coyle und seine Freunde (2. Teil) (Dillon) – Regie: Heiner Schmidt (SWF) – Erstsendung: 13. Mai 1975
- 1975: Mauricio Kagel: Soundtrack (C.F.) – Regie: Mauricio Kagel (WDR) – Erstsendung: 13. Juni 1975
- 1978: Arthur Kopit: Schwingen (Mr. Thomas) – Regie: Klaus Mehrländer (WDR) – Erstsendung: 23. Okt. 1978
- 1978: Karl-Hans Franck: Zirkus (Zirkusdirektor) – Regie: Frank-Erich Hübner (WDR) – Erstsendung: 25. Dez. 1978
- 1978: Trevanian: Der Experte – Kunst und Kanone: die zwiefachen Fähigkeiten des Dr. Joanthan Hemlock – Regie: Friedrich Scholz (RIAS) – Erstsendung: 5. Feb. 1979
- 1979: Reinhard Hummel: Was du willst – Regie: Reinhard Hummel (RB / RIAS) – Erstsendung: 23. Feb. 1979
- 1979: Michael Koser: Professor van Dusen ermittelt (5. Folge: Stirb schön mit Shakespeare) (John Meany (Jacques), Schauspieler und Regisseur) – Regie: Rainer Clute (RIAS) – Erstsendung: 11. Apr. 1979
- 1979: Björn Runeborg: Ein Autoverkäufer aus Gotland (Lindström) – Regie: Rainer Clute (RIAS) – Erstsendung: 1. Mai 1979
- 1979: unbek.: Jumbo und Chelonia – Regie: Siegfried Niemann (SFB) – Erstsendung: 6. Dez. 1979
- 1979: Roma Mahieu: Die Unterschrift (Priester) – Regie: Klaus Mehrländer (WDR) – Erstsendung: 11. Dez. 1979
- 1980: Andries Poppe: Schwäne (N.S.) – Regie: Klaus Mehrländer (WDR) – Erstsendung: 12. Mär. 1980
- 1980: Bloke Modisane: Die Schießbudenfigur (Chobe) – Regie: Klaus Mehrländer (WDR / SFB) – Erstsendung: 29. Apr. 1980
- 1980: Michael Koser: Professor van Dusen ermittelt (16. Folge: Duell der Giganten) (Minister Plehwe) – Regie: Rainer Clute (RIAS) – Erstsendung: 16. Juli 1980
- 19??: Anthony Ingrassia: Fame – berühmt – Regie: Götz Naleppa (RIAS) – Erstsendung: 15. Sep. 1980
- 1980: Maj Sjöwall, Per Wahlöö: Der Mann, der sich in Luft auflöste – Regie: Frank-Erich Hübner (SWF / HR) – Erstsendung: 27. Dez. 1980 – Datum prüfen
- 1981: Paul Barz: Sizilianische Vesper (Herr Fressak) – Regie: Klaus Mehrländer (WDR) – Erstsendung: 16. Mai 1981
- 1981: Carl Martell: Die Iden des März – Regie: Dietrich Auerbach (RIAS) – Erstsendung: 9. Juli 1981
- 1981: Janusz Anderman: Zellengenossen (Staschek) – Regie: Klaus Mehrländer (WDR) – Erstsendung: 17. Jan. 1982
- 1982: Per Wahlöö: Mord im 31. Stock (2. Teil: Die Katastrophe) (Redakteur) – Regie: Hermann Naber (SFB) – Erstsendung: 26. Sep. 1982
- 19??: Peter Jacobi: Franz entspannt im Hier und Jetzt (Psychoanalytiker Dr. Wüst) – Regie: Klaus Mehrländer (WDR) – Erstsendung: 27. Nov. 1982
- 1983: Raymond Chandler: Die Tote im See (Jim Tinchfield) – Regie: Stefanie Hoster (SWF) – Erstsendung: 10. Juli 1983
- 1983: Jürgen Haug: Der Schmerz (Arno) – Regie: Dietrich Auerbach (RIAS / BR) – Erstsendung: 8. Aug. 1983
- 1983: Graham Blackett: Die Negativkopie (Inspektor Bunting) – Regie: Klaus Mehrländer (WDR) – Erstsendung: 26. Nov. 1983
- 1984: Michael Koser: Professor van Dusen ermittelt (32. Folge: Professor van Dusen und das Auge des Zyklopen) (John Delamere, Direktor der Kriminalpolizei) – Regie: Rainer Clute (RIAS) – Erstsendung: 14. Feb. 1984
- 1983: Thomas Rübenacker: Das verlassene Fest (Barmann) – Regie: Thomas Rübenacker (SFB) – Erstsendung: 16. Juni 1984
- 1984: Wessel Ebersohn: Hass hat keine Farbe (1. Teil) (Johnny Weizmann) – Regie: Klaus Mehrländer (WDR / SWF) – Erstsendung: 8. Dez. 1984
- 1984: Per Wahlöö: Unternehmen Stahlsprung – Regie: Hermann Naber (SFB / SWF) – Erstsendung: 30. Dez. 1984
- 1984: Miklós Vámos: Sollte ich das gewesen sein? oder Hab ich vielleicht zu spät zu abend gegessen? (Oberst) – Regie: Klaus Wirbitzky (WDR) – Erstsendung: 27. Jan. 1985
- 1984: Robert Sheckley: Der Berufstote (Der Alte Spieß) – Regie: Hermann Naber (SFB) – Erstsendung: 28. Feb. 1985
- 1985: Hans-Jürgen Fröhlich, Ingrid Kölbl: Kein Dunkel hat seinesgleichen (Excellenz) – Regie: Heinz Hostnig (SFB / NDR) – Erstsendung: 11. Mai 1985
- 1985: Rolf Schneider: Shakespeares Rosenkriege (1. Teil) (Sir John Falstaff) – Regie: Rolf Schneider (SFB) – Erstsendung: 25. Dez. 1985
- 1985: Rolf Schneider: Shakespeares Rosenkriege (2. Teil) (Sir John Falstaff) – Regie: Rolf Schneider (SFB) – Erstsendung: 26. Dez. 1985
- 1986: Pana Dalianis: Wem gehört denn nun das Ei? (Richter) – Regie: Rainer Clute (RIAS) – Erstsendung: 30. Mär. 1986
- 1986: Rafik Schami: Der Kameltreiber von Heidelberg (Kamel) – Regie: Bärbel Jarchow-Frey (RIAS) – Erstsendung: 31. Mär. 1986
- 1986: Rolf Schneider: Armer Mensch (Verleger) – Regie: Rolf Schneider (SFB) – Erstsendung: 15. Mai 1986
- 1986: Arno Schmidt: Massenbach. Eine historische Revue (2. Teil) (Guionneau) – Regie: Jörg Jannings (NDR) – Erstsendung: 17. Juni 1986
- 1986: Richard Hughes: Gefahr (Mr. Bax) – Regie: Bärbel Jarchow-Frey (RIAS) – Erstsendung: 24. Sep. 1986
- 1986: Woody Allen: Die Frage (Farmer Will Haines) – Regie: Arturo Möller (SWF) – Erstsendung: 5. Okt. 1986
- 1986: Hans Ulrich Humpert: Annäherung an Francesco Petrarca – Regie: Hans Ulrich Humpert (WDR) – Erstsendung: 4. Nov. 1986
- 1986: Maria Helena Kühner: Aus Geschichten und Legenden (Gutsherr) – Regie: Klaus Mehrländer (WDR) – Erstsendung: 11. Dez. 1986
- 1986: Anthony Ingrassia: Detective Andy und der Disco-Passion-Mord (Hank) – Regie: Werner Klein (SFB) – Erstsendung: 4. Jan. 1987
- 1987: Reinhard Schneider: Basalt – Welt des Gesteins – Regie: Reinhard Schneider (HR) – Erstsendung: 17. Mär. 1988
- 1988: Hans Magnus Enzensberger: Böhmen am Meer – Regie: Klaus Mehrländer (WDR / SWF / NDR) – Erstsendung: 2. Juni 1988
- 1988: Michael Gaida: Eddi (King Kong) – Regie: Robert Matejka (RIAS) – Erstsendung: 21. Sep. 1988
- 1988: Joy Markert, Monika Jung, Manfred Mixner, Angelika Maiworm, Barbara Schäfer, Frank Werner: 24 Täter hat der Tag – Regie: Angelika Maiworm (SFB) – Erstsendung: 5. Okt. 1988
- 1988: Dirk Josczok: Cash (Mann) – Regie: Annette Jainski (SFB) – Erstsendung: 17. Nov. 1988
- 1978: Malcolm Quantrill: Damit wir uns recht verstehen (Dr. Travers) – Regie: Klaus Mehrländer (WDR) – Erstsendung: 30. Jan. 1989
- 1989: Benjamin Kuras: "MWRNCKX" – Aus dem Tagebuch eines Aidsvirus (Präsident) – Regie: Stefan Dutt (SR) – Erstsendung: 5. Mär. 1989
- 1988: Michael Köhlmeier: Onkel Wolf (Onkel) – Regie: Manfred Mixner (SFB / ORF) – Erstsendung: 13. Juni 1989
- 1989: Michael Koser: Professor van Dusen ermittelt (54. Folge: Im letzten Moment: Professor van Dusen) (Lieutenant Bigshot) – Regie: Rainer Clute (RIAS) – Erstsendung: 5. Juli 1989
- 1989: Hans Häußler: Wie Jonny nach Afrika kam (Der Blues) – Regie: Klaus Wirbitzky (WDR) – Erstsendung: 11. Jan. 1990
- 1990: Fitzgerald Kusz: Hermann (Sprecher) – Regie: Georg Bühren (WDR) – Erstsendung: 17. Sep. 1990
- 1990: Marcy Kahan: Die wundersamen Wandlungen des Herbert Mellish (Synchronstimme: Orson Welles) – Regie: Klaus Mehrländer (WDR) – Erstsendung: 20. Sep. 1990

## Filmografie (Auswahl)
- 1948: Und wieder 48
- 1949: Quartett zu fünft
- 1953: Des Feuers Macht (Sprecher)
- 1953: … und segelt vor jetzt vorm Wind (TV)
- 1953: Brüderchen und Schwesterchen
- 1954: Der Teufel fährt in der 3. Klasse (TV)
- 1954: John Walker schreibt an seine Mutter (TV)
- 1954: Neues aus dem sechsten Stock (TV)
- 1955: Die letzte Nacht der Titanic (TV)
- 1955: Die bösen Männer (TV)
- 1955: Eine Handvoll Shilling (TV)
- 1956: So süß ist kein Tod (TV)
- 1957: Mitternacht (TV)
- 1958: Der Meisterdieb
- 1961: Ein Augenzeuge (TV)
- 1962: Theorie und Praxis (TV)
- 1968: Ein Sarg für Mr. Holloway (TV)
- 1969: Doppelagent George Blake (TV)
- 1970: Der Portland-Ring (TV)
- 1971: Der lüsterne Türke
- 1973: Tatort: Cherchez la femme oder die Geister vom Mummelsee (Fernsehreihe)
- 1976: Jeder stirbt für sich allein
- 1977: Drei Damen vom Grill – Folge 2: Hürdenlauf als Stadtrat Runze
- 1979: Die Koblanks (Fernsehserie)
- 1979: Ein Mann für alle Fälle (Fernsehserie)
- 1980: Mein Gott, Willi!
- 1982: Kamikaze 1989
- 1984: Die Dame und die Unterwelt
- 1987: Tatort: Tod im Elefantenhaus (TV)
- 1989: Otto – Der Außerfriesische

## Synchronrollen (Auswahl)
Bourvil
- 1956: als Marcel Martin in Zwei Mann, ein Schwein und die Nacht von Paris
- 1961: als Dumont / Mathieu / Toine / Martial in Alles Gold dieser Welt
- 1967/1974: als Augustin Bouvet in Drei Bruchpiloten in Paris
- 1969: als Monsieur Dupont in Monte Carlo Rallye
- 1969: als Anatole in Das Superhirn

Brian Keith
- 1964: als Paul Barton in Drei Mädchen in Madrid
- 1966: als Jonas Cord in Nevada Smith
- 1966: als Alexander Bowen in Rancho River
- 1966: als Chief Link Mattocks in Die Russen kommen! Die Russen kommen!
- 1968: als Jake Iverson in Der Mann in Mammis Bett
- 1977: als H.J. Cobb in Nickelodeon
- 1985–1986: als Milton C. Hardcastle in Hardcastle & McCormick (Fernsehserie)

Bud Spencer
- 1969: als Hutch Bessy in Vier für ein Ave Maria
- 1978: als Mücke in Sie nannten ihn Mücke
- 1979: als Sheriff Hall in Der Große mit seinem außerirdischen Kleinen
- 1979: als Tom in Das Krokodil und sein Nilpferd
- 1980: als Kommissar „Plattfuß“ Rizzo in Plattfuß am Nil
- 1981: als Buddy in Eine Faust geht nach Westen
- 1982: als Bud Graziano in Der Bomber
- 1984: als Greg Wonder/Antonio Coimbra de la Coronilla y Azevedo in Vier Fäuste gegen Rio
- 1986: als Geist in Aladin

Charles Bronson
- 1962: als Lew Nyack in Kid Galahad – Harte Fäuste, heiße Liebe
- 1964: als Janos Colescou in Die Unbestechlichen (Fernsehserie)
- 1967: als Joszef Wladislaw in Das dreckige Dutzend
- 1968: als Franz Propp in Bei Bullen „singen“ Freunde nicht
- 1968: als Harry Starr in Bonanza (Fernsehserie)
- 1968: als Earl Clayton in FBI (Fernsehserie)
- 1974: als Paul Kersey in Ein Mann sieht rot
- 1975: als Nick Colton in Der Mann ohne Nerven
- 1977: als Wild Bill Hickok in Der weiße Büffel
- 1982: als Paul Kersey in Der Mann ohne Gnade

Darren McGavin
- 1964: als Sam Warden in Die letzte Kugel trifft
- 1970: als Peter Kilian in Affäre in Berlin
- 1990: als Bill Brown in Murphy Brown (Fernsehserie)
- 1991: als General Fleming in Captain America

Ernest Borgnine
- 1969: als Dutch Engstrom in The Wild Bunch – Sie kannten kein Gesetz
- 1975: als Santuro in Straßen der Nacht
- 1984: als Fletcher in Geheimcode: Wildgänse
- 1984: als Ben Robeson in Sag’ nie wieder Indio
- 1989: als Colonel Tom Cody in Jake und McCabe – Durch dick und dünn (Fernsehserie)

Fred Gwynne
- 1985: als Franklin Spender in Wasser – Der Film
- 1987: als Arthur in Eine verhängnisvolle Affäre
- 1987: als Donald Davenport in Das Geheimnis meines Erfolges
- 1989: als Jud Crandall in Friedhof der Kuscheltiere

Geoffrey Keen
- 1954: als Polizist in Die feurige Isabella
- 1954: als Dean in Aber, Herr Doktor...
- 1955: als Ernie, „Ike“ in Eine Frau kommt an Bord
- 1956: als Colonel Burleigh in In den Krallen der Gangster
- 1959: als Graham in Das schwarze Museum
- 1972: als Richter Thayer in Sacco und Vanzetti

George C. Scott
- 1964: als General Turgidson in Dr. Seltsam oder: Wie ich lernte, die Bombe zu lieben
- 1967: als „Tank“ Martin in Finger weg von meiner Frau
- 1970: als Gen. George S. Patton Jr. in Patton – Rebell in Uniform
- 1971: als Harry Garmes in Wen die Meute hetzt
- 1973: als Dr. Jake Terrell in Der Tag des Delphins
- 1981: als General Harlan Bache in Die Kadetten von Bunker Hill
- 1984: als John Rainbird in Der Feuerteufel

Georges Wilson
- 1960: als Spiritual in Opfergang einer Nonne
- 1969: als Francesco Cenci in Die Nackte und der Kardinal
- 1971: als Chefinspektor in Das Mädchen und der Kommissar

Jack Palance
- 1957: als Jacob Wade in Der Einsame
- 1961: als Torvald in Barabbas
- 1969: als Fidel Castro in Che!
- 1969: als Pfarrer Josiah Galt in Die Todesreiter
- 1970: als Chet Rollins in Monte Walsh
- 1971: als John in Zwei Companeros
- 1972: als Sonny Bronston in Halleluja... Amigo
- 1973: als Buck Santini in Tedeum – Jeder Hieb ein Prankenschlag
- 1975: als William Hunter in Africa Express
- 1988: als Lawrence G. Murphy in Young Guns

James Coburn
- 1963: als Cpl. Henshaw in Die ins Gras beißen
- 1963: als Tex Pantholow in Charade
- 1967: als Lewton Cole in Wasserloch Nr. 3
- 1973: als Sheriff Pat Garrett in Pat Garrett jagt Billy the Kid
- 1980: als Nick Casey in Der Abstauber

John Wayne
- 1958: als Col. Jim Shannon in Düsenjäger
- 1959: als Col. John Marlowe in Der letzte Befehl
- 1962: als General William T. Sherman in Das war der Wilde Westen
- 1962: als Sean Mercer in Hatari!
- 1962: als Lt. Col. Benjamin Vandervoort in Der längste Tag
- 1962: als Tom Doniphon in Der Mann, der Liberty Valance erschoß
- 1964/1968: als Thomas Dunson in Red River
- 1964: als George Washington McLintock in MacLintock
- 1964: als Matt Masters in Circus-Welt
- 1965: als Römer am Kreuz in Die größte Geschichte aller Zeiten
- 1969: als Marshall Reuben J. „Rooster“ Cogburn in Der Marshal
- 1970: als John Simpson Chisum in Chisum
- 1970: als Col. Cord McNally in Rio Lobo
- 1971: als Jacob McCandles in Big Jake
- 1972: als Wil Andersen in Die Cowboys
- 1973: als Lane in Dreckiges Gold
- 1973: als U.S. Marshal J.D. Cahill in Geier kennen kein Erbarmen
- 1974: als Det. Lt. Lon McQ in McQ schlägt zu
- 1975: als Lt. Jim Brannigan in Brannigan – Ein Mann aus Stahl
- 1975: als Rooster Cogburn in Mit Dynamit und frommen Sprüchen
- 1976: als John Bernard Books in Der letzte Scharfschütze
- 1986: als John Wayne in Nummer 5 lebt!
- 1988: als Stimme John Wayne in Nummer 5 gibt nicht auf

Joseph Cotten
- 1957: als Kirk Denbow in Der Tag der Vergeltung
- 1966: als Kenneth Regan in ... denn keiner ist ohne Schuld
- 1968: als Colonel Jonas in Die Grausamen
- 1971: als Dr. Vesalius in Das Schreckenskabinett des Dr. Phibes
- 1984: als Paternò in Flash Solo

Kirk Douglas
- 1958: als Einar in Die Wikinger
- 1960: als Marshal Matt Morgan in Der letzte Zug von Gun Hill
- 1960: als Spartacus in Spartacus
- 1961: als Brendan „Bren“ O’Malley in El Perdido
- 1962: als John W. „Jack“ Burns in Einsam sind die Tapferen
- 1964: als Col. Martin „Jiggs“ Casey in Sieben Tage im Mai
- 1965: als Commander Paul Eddington Jr. in Erster Sieg
- 1966: als Gen. George S. Patton Jr. in Brennt Paris?
- 1966: als Col. David „Mickey“ Marcus in Der Schatten des Giganten
- 1967: als Lomax in Die Gewaltigen
- 1967: als Sen. William J. Tadlock in Der Weg nach Westen
- 1968: als Jim Schuyler in Der schnellste Weg zum Jenseits
- 1971: als Will Denton in Das Licht am Ende der Welt
- 1971: als Will Tenneray in Rivalen des Todes
- 1972: als Steve Wallace in Ein achtbarer Mann
- 1975: als Howard Nightingale in Männer des Gesetzes
- 1976: als Hershel Vilnofsky in Unternehmen Entebbe
- 1979: als Kaktus Jack in Kaktus Jack
- 1983: als Carl „Buster“ Marzack in Kopfjagd
- 1986: als Archie Long in Archie und Harry – Sie können’s nicht lassen

Lee Marvin
- 1966: als Det. Lt. Frank Ballinger in Dezernat M (Fernsehserie)
- 1969: als Der Amerikaner in Die Hölle sind wir
- 1973: als As Nr. 1 in Ein Zug für zwei Halunken
- 1976: als Col. Flynn O'Flynn in Brüll den Teufel an
- 1979: als Colonel Harry Wargrave in Lawinenexpress
- 1983: als Jack Osborne in Gorky Park
- 1986: als Col. Nick Alexander in Delta Force

Lino Ventura
- 1963: als Fernand Naudin in Mein Onkel, der Gangster
- 1964: als El Lutos in Cordoba
- 1964: als Francis Lagneau in Mordrezepte der Barbouzes
- 1965: als Alphonse Maréchal in Ganoven rechnen ab
- 1966: als Pascal Fabre in Die Haut des Anderen
- 1966: als Antoine Beretto in Nimm’s leicht, nimm Dynamit
- 1966: als Gustave „Gu“ Minda in Der zweite Atem
- 1967: als Roland in Die Abenteurer
- 1973: als Ralf Milan in Die Filzlaus
- 1975: als Julien in Der Ehekäfig
- 1976: als Inspektor Amerigo Rogas in Die Macht und ihr Preis
- 1980: als Inspektor Brunel in Der Schrecken der Medusa
- 1986: als Papa in Gesetz des Terrors

Lionel Stander
- 1961: als Erzähler in Explosion des Schweigens
- 1968: als Monk in Die Pforten des Paradieses
- 1972: als Mangafuoco in Pinocchio
- 1977: als Doktor Higgins in Die Rotröcke
- 1978: als Mamy in Hügel der blutigen Stiefel
- 1983–1990: als Max in Hart aber herzlich (Fernsehserie)
- 1989: als Enzo Della Testa in Cookie
- 1990: als Max in Das Model und der Schnüffler (Fernsehserie)

Piero Lulli
- 1964: als Red in Das war Buffalo Bill
- 1967: als Collins in Lanky Fellow – Der einsame Rächer
- 1967: als Oaks in Töte, Django
- 1969: als El Tigre in Django – Kreuze im blutigen Sand
- 1970: als Sam Spencer in Django und Sabata – wie blutige Geier
- 1973: als Sheriff in Mein Name ist Nobody

Richard Boone
- 1957: als Frank Usher in Um Kopf und Kragen
- 1970: als Ward in Der Brief an den Kreml

Richard Widmark
- 1950: als Harry Fabian in Die Ratte von Soho
- 1950: als Lt. Cmdr. Clinton „Clint“ Reed in Unter Geheimbefehl
- 1952: als Cliff Mason in Die Feuerspringer von Montana
- 1959: als Johnny Gannon in Warlock
- 1960: als Jim Bowie in Alamo
- 1961: als Michael Reynolds in Geheime Wege
- 1961: als Col. Tad Lawson in Urteil von Nürnberg
- 1961: als First Lt. Jim Gary in Zwei ritten zusammen
- 1964: als Rolf in Raubzug der Wikinger
- 1964: als Captain Thomas Archer in Cheyenne
- 1966: als Captain Eric Finlander U.S.N. in Zwischenfall im Atlantik
- 1968: als Madigan in Nur noch 72 Stunden
- 1969: als Marshal Frank Patch in Frank Patch – Deine Stunden sind gezählt
- 1974: als Ratchett/Cassetti in Mord im Orient-Expreß
- 1977: als Thomas Hoyt in Achterbahn
- 1978: als Dr. George A. Harris in Coma
- 1978: als Major General Thalius Slater in Der tödliche Schwarm
- 1979: als Otto Gerran in Die Bäreninsel in der Hölle der Arktis
- 1984: als Ben Caxton in Gegen jede Chance

Robert Mitchum
- 1960: als Charles Delacro in Vor Hausfreunden wird gewarnt
- 1962: als Max Cady in Ein Köder für die Bestie
- 1964: als Rod Anderson, Jr. in Immer mit einem anderen
- 1966: als Sheriff J.P. Harrah in El Dorado
- 1968: als Albert in Die Frau aus dem Nichts
- 1968: als Lee Arnold in Pancho Villa reitet
- 1968: als Rev. Jonathan Rudd in Todfeinde
- 1970: als Marshal James Flagg in Die Letzten vom Red River
- 1972: als Pater Oliver Van Horne in Zum Teufel mit Hosianna
- 1976: als Pat Brady in Der letzte Tycoon
- 1976: als Vice Adm. William F. „Bull“ Halsey Jr. in Schlacht um Midway
- 1979: als Major Rogers in Steiner – Das Eiserne Kreuz, 2. Teil
- 1988: als Preston Rhinelander in Die Geister, die ich rief ...

Trevor Howard
- 1958: als Captain Chris Ford in Der Schlüssel
- 1958: als Morel in Die Wurzeln des Himmels
- 1960: als Walter Morel in Söhne und Liebhaber
- 1962: als Capt. William Bligh in Meuterei auf der Bounty
- 1962: als John Bullit in Patricia und der Löwe
- 1965: als Professor Lindemann in Geheimaktion Crossbow
- 1965: als Major Statton in Morituri
- 1965: als Major Eric Fincham in Colonel von Ryans Express
- 1965: als Mostyn in L – Der Lautlose
- 1967: als Young in Der Kampf
- 1967: als Beamter Mr. X in Spion zwischen 2 Fronten
- 1969: als Air Vice-Marshal Keith Park in Luftschlacht um England
- 1970: als Father Collins in Ryans Tochter
- 1971: als William Cecil in Maria Stuart, Königin von Schottland
- 1973: als Der Inspektor in Der unheimliche Besucher
- 1973: als Colonel Azarin in Der Mann aus Metall
- 1973: als Lt. Cartwright in Sein Leben in meiner Gewalt
- 1976: als Lt. Silkin in Schlacht in den Wolken
- 1978: als 1. Ältester in Superman
- 1979: als Sir Michael Hughes in Meteor
- 1980: als Jack Cartwright in Die Seewölfe kommen
- 1982: als Richter Broomfield in Gandhi
- 1982: als Lord Henry Ames in Der Missionar
- 1985: als Sir Albert Demerest in Love Boat (Fernsehserie)

Walter Barnes
- 1963: als Bill Jones in Winnetou 1. Teil
- 1964: als Bärenjäger Baumann in Unter Geiern
- 1965: als Bill Campbell in Der Ölprinz
- 1966: als Mac Haller in Winnetou und das Halbblut Apanatschi
- 1968: als Insp. Fred Lancaster in Ich spreng’ Euch alle in die Luft – Inspektor Blomfields Fall Nr. 1
- 1976: als Weatherby in Bonanza (Fernsehserie)
- 1977: als Foster in Ein Anderer Mann – eine andere Frau
- 1977: als Ranger Tucker in Panik in der Sierra Nova
- 1987: als Daniel Coleman in Stingray (Fernsehserie)

Yves Montand
- 1955: als Michel Rivière in Die Helden sind müde
- 1966: als Diego in Der Krieg ist vorbei
- 1969: als Baron Cèsar de Maricorn in Pack den Tiger schnell am Schwanz
- 1969: als Z in Z
- 1970: als Artur London in Das Geständnis
- 1970: als Jansen in Vier im roten Kreis
- 1972: als Philip Michael Santore in Der unsichtbare Aufstand
- 1975: als Martin in Die schönen Wilden
- 1977: als Henri Savin in Lohn der Giganten
- 1979: als Henri Volney in I wie Ikarus
- 1979: als Michel in Die Liebe einer Frau

Harry Andrews
- 1959: als Baltor in Salomon und die Königin von Saba
- 1965: als Sgt. Major Bert Wilson in Ein Haufen toller Hunde
- 1966: als Sir Gerald Tarrant in Modesty Blaise – Die tödliche Lady

John Anderson
- 1962: als Jeremiah Burns in Das letzte Kommando
- 1986: als Arliss in Lance – Stirb niemals jung

### Filme
- 1957: Edward Binns als Geschworener Nr. 6 in Die zwölf Geschworenen
- 1959: Jack Lambert als Tex in Tag der Gesetzlosen
- 1967: Stuart Buchanan als Jäger in Schneewittchen und die sieben Zwerge
- 1968: Jason Robards als Cheyenne in Spiel mir das Lied vom Tod
- 1972: Ivo Garrani als Don Vincenzo in Milano Kaliber 9
- 1973: Fred Shields als Bambis Vater in Bambi
- 1973: Candy Candido als Captain in Robin Hood
- 1975: Bill Baucom als Pluto in Susi und Strolch
- 1976: Henri Virlojeux als Miraculix in Asterix erobert Rom
- 1976: als Herr Ingenieur in Herr Rossi sucht das Glück
- 1977: Patrick Troughton als Melanthius in Sindbad und das Auge des Tigers
- 1977: Eugene Pallette als Lucius K. Winfield in Die Braut kam per Nachnahme (1941)
- 1977: John McIntire als Rufus in Bernard und Bianca – Die Mäusepolizei
- 1980: J. Pat O’Malley als Colonel in 101 Dalmatiner
- 1982: Paul Frees als Der Kater in Das letzte Einhorn
- 1983: als Admiral Ackbar in Die Rückkehr der Jedi-Ritter
- 1985: Henri Labussière als Miraculix in Asterix – Sieg über Cäsar
- 1988: als Noah in In der Arche ist der Wurm drin
- 1988: Richard Foronjy als Tony Darvo in Midnight Run – Fünf Tage bis Mitternacht
- 1989: Pat Hingle als Rooter in In einem Land vor unserer Zeit
- 1989: Robert Loggia als Sykes in Oliver & Co

### Serien
- 1972–1973: als KHK Rautenberg in Sonderdezernat K1
- 1977: Giorgio Gusso und Germano Longo als Fumé in Grisu, der kleine Drache
- 1980: Claude Bertrand als Klotz in Es war einmal … der Mensch
- 1983: Ein Erzähler in der Zeichentrickserie Tom und Jerry
- 1987–1990: Tony Jay als John „Paracelsus“ Pater in Die Schöne und das Biest
- 1990: Howard Duff als Harrigan in Drei Engel für Charlie
- 1990–1993: als Wächter in Alfred J. Kwak

## Diskografie
- 1979: John Wayne, der Held Single (Polydor 2042 159), produziert von Ulf Krüger.